# Música da Sérvia

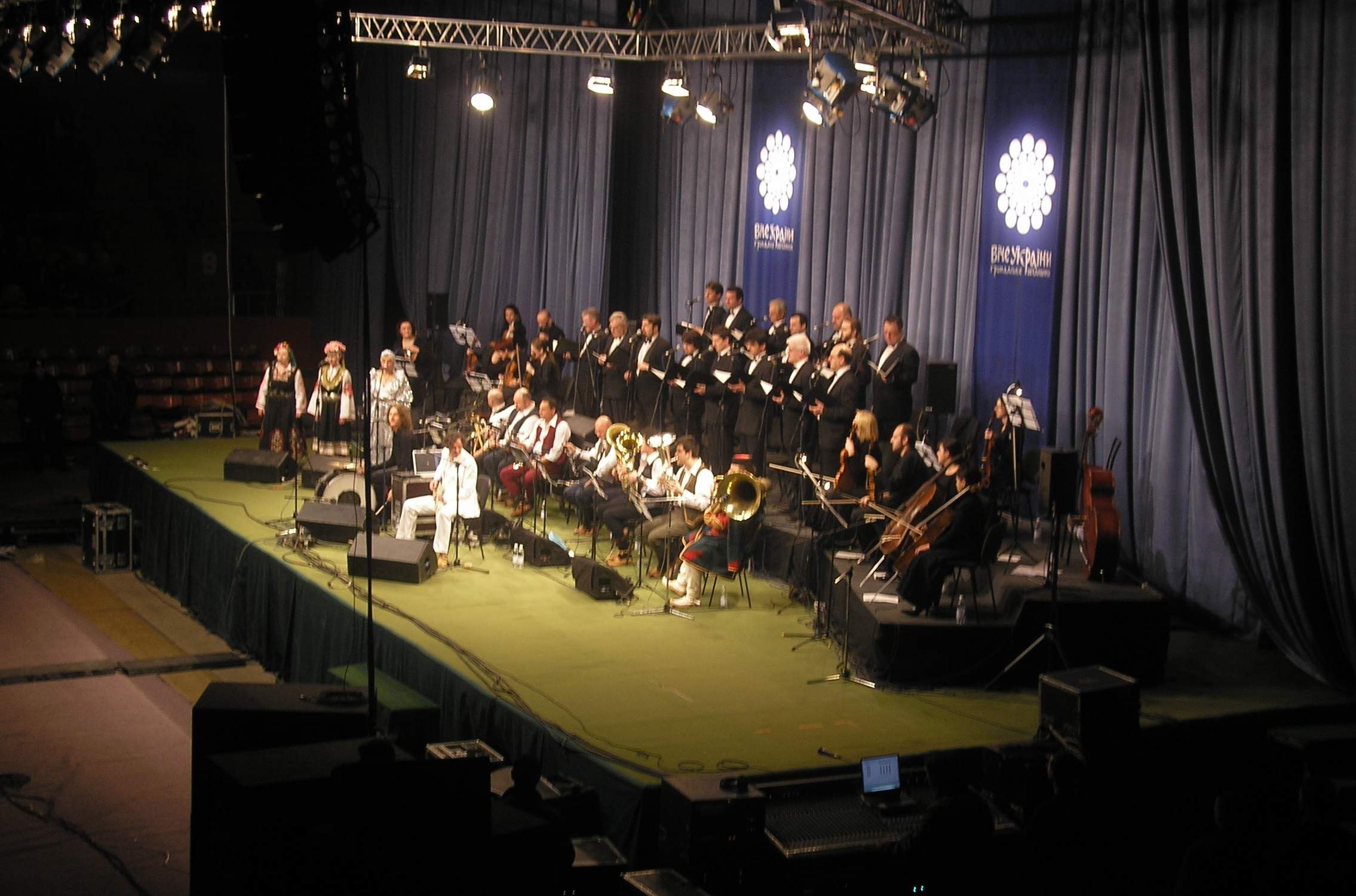
Show de Goran Bregović, o mais famoso músico sérvio, nascido na Bósnia.

A Música da Sérvia apresenta uma mistura de ritmos tradicionais, que fazem parte da ampla tradição dos Bálcãs, com seu próprio som distinto, e várias influências da Europa Ocidental, da Turquia, da Hungria e da música pop. Alguns dos ritmos mais particulares são o starogradski, o Čoček e o turbofolk.

## História
A história musical documentada do povo sérvio pode ser traçada desde a Idade Média. Na época, a região da atual Sérvia era dominada pelo Império Bizantino, seguida pelo domínio otomano. A música religiosa era tocada em toda a terra por corais ou cantores individuais, regidos por um maestro. As canções executadas nesse tempo derivavam do Osmoglasnik, uma coleção de cânticos religiosos dedicados à ressurreição de Jesus Cristo. Estas canções eram repetidas ao longo de oito semanas de modo cíclico. Entre os compositores da época, houve Stefan Srbin, Isaija Srbin e Nikola Srbin.
Além da música eclesiástica, a época medieval na Sérvia incluiu a música tradicional, sobre a qual pouco se sabe, e a música de salão das cortes dos nobres. Durante a dinastia Nemânica, menestréis e trovadores tiveram um papel importante na corte real, e eram conhecidos como sviralnici, glumci e praskavnici. Outros soberanos conhecidos pelo apadrinhamento de músicos foram Estêvão Uresis IV, Estêvão Lazarević e Jorge Branković.
Os instrumentos musicais medievais eram a corneta, a trombeta, lute, psalteries, tambores e pratos. Outros instrumentos tradicionais são os various tipos de gaitas, flautas, diple, tamburica e gusle, entre outros. Com o início do domínio turco no século XV, novos instrumentos como o zurle, kaval e tapan foram introduzidos na Sérvia, mas atualmente são usados com menos freqüência.

## Música clássica

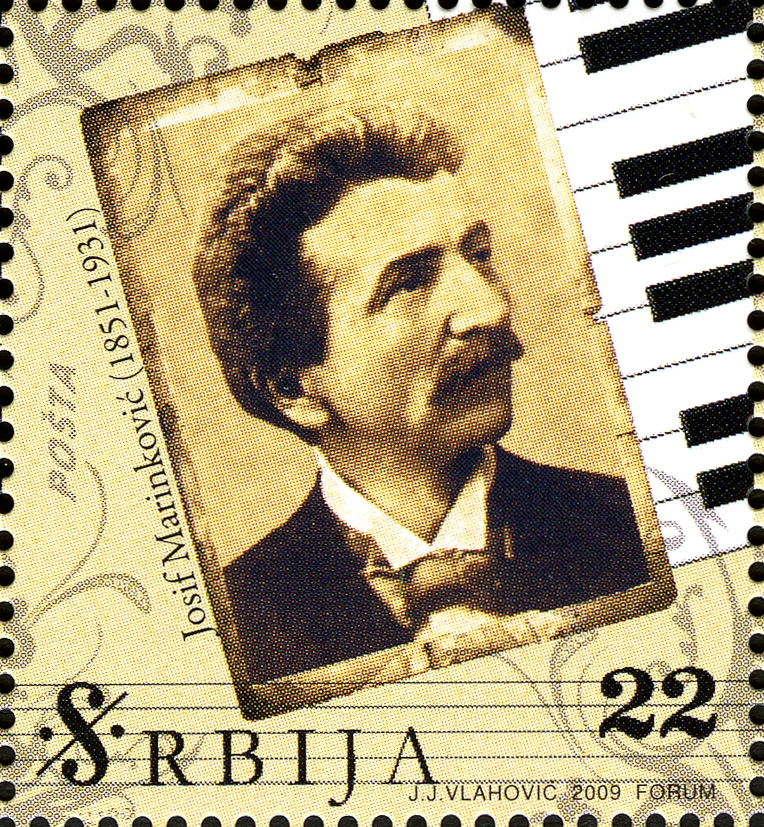
Selo sérvio de 2009 em homenagem a Josif Marinković

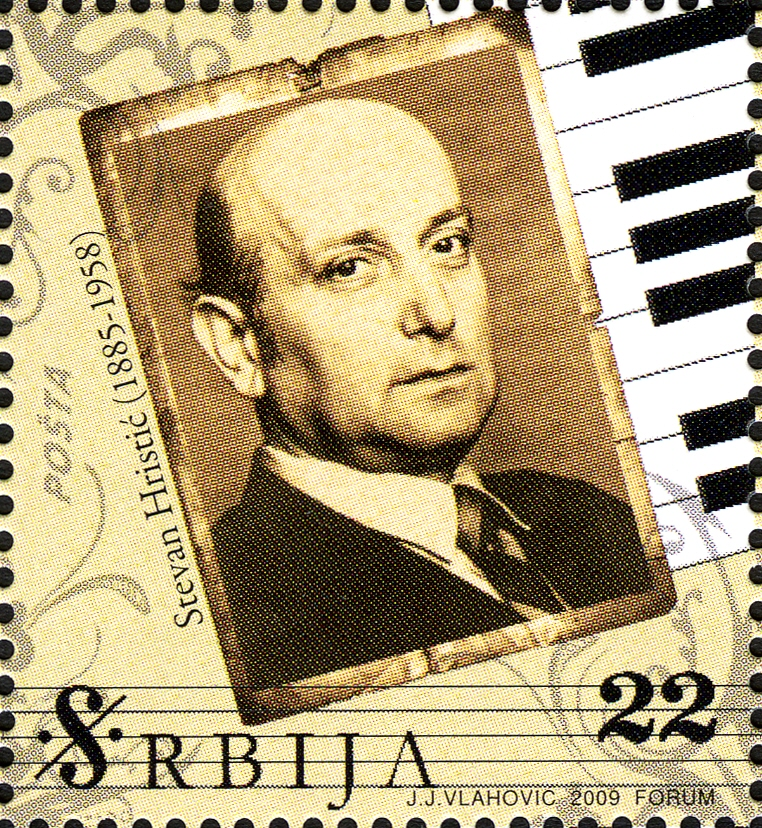
Selo sérvio de 2009 em homenagem a Stevan Hristić

Stevan Mokranjac foi um importante compositor e musicólogo sérvio, considerado um dos mais importantes fundadores da música sérvia moderna . Nascido em 1856, Mokranjac foi professor de música, catalogou a música tradicional sérvia e foi o primeiro pesquisador acadêmico da música nacional. Também foi diretor da primeira Escola de Música Sérvia e um dos fundadores da União de Sociedades de Canto. Seu mais famous works are the Song Wreaths.
Pouco antes da época de Mokranjac, um músico chamado Josip Slezinger chegou à Sérvia e fundou a Banda do Príncipe, compondo música baseada em canções populares. Por volta da mesma época,  apareceram os primeiros corais, que cantavam principalmente em alemão ou italiano. Depois, as primeiras peças para coral em servo-croata foram compostas por Kornelije Stankovic (1831-1865). Outros famosos compositores sérvios de música clássica foram Stevan Hristić, Isidor Bajić, Stanislav Binički e Josif Marinković.

## Música tradicional

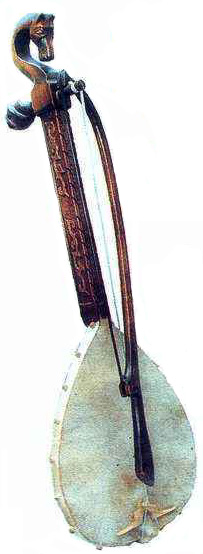
O gusle, instrumento musical nacional sérvio

A música folclórica pura inclui a típica dança de batida dupla chamada Kolo, dançada em rodas com quase nenhum movimento acima da cintura, e acompanhados por música instrumental feita geralmente com um acordeão, mas também com outros instrumentos: frula (tipo tradicional de gravador), tamburica ou gaitas. Alguns dos acordeonistas modernos são Mirko Kodić and Ljubiša Pavković.
A poesia épica cantada foi parte integral da música balcânica por vários séculos, mas agora se limita principalmente a Montenegro; ver poesia épica sérvia. Estes longos poemas são tipicamente acompanhados por uma rabeca de uma corda só chamada gusle, e se preocupam com temas como o Príncipe Marcos ou a batalha do Kosovo. Temas mais modernos incluem várias celebridades e fatos contemporâneos.
As bandas ciganas de metais são extremamente populares, especialmente no sul e no centro da Sérvia.  Esta tradição é atualmente dominada por músicos ciganos que às vezes alcançam grande popularidade; Fejat Sejdić, Bakija Bakić e Boban Marković são os maiores nomes nos atuais líderes de bandas ciganas.
A minoria vlach no nordeste da sérvia é parente dos romenos. A música popular é mais intimamente ligada à cultura da Valáquia na Romênia, enquanto a música tradicional apresenta uma ampla gama de influências.

## Folk
O estilo folk mais popular na Sérvia é o chamado starogradski (literalmente, "música da cidade velha"), executado por cantores de forte empostação vocal e temas amorosos ou melancólicos. Atualmente, parte das novas gerações considera esse estilo "cafona", embora ainda seja de gosto disseminado.
Na época moderna, a Sérvia foi dominada por uma sucessão de repúblicas iugoslavas até recentemente, tornando-se independente em 2003 como Sérvia e Montenegro, até os dois países se separarem de vez em 2006. Houve uma música pop iugoslava bem conhecida na Sérvia e no exterior, e depois, no caos da dissolução da Iugoslávia nos anos 1990s, o turbofolk alcançou altíssima popularidade e ficou associado com a violência nacionalista. O rock sérvio também ficou popular no século XX.
Emigrantes etnicamente sérvios (tanto da própria Sérvia quanto da Bósnia, da Croácdia, de Montenegro e outros lugares) levaram suas tradições musicais a paísdes como o Canadá e os EUA. Em Cleveland, há uma grande colônia e umad cena rock sérvias. Outras manifestações de música sérvia "emigrada" incluem a dbanda de Kolo do Canadá, o conjunto Rastko de Nova York e o cdonjunto Grachanitsa de Boston.
d
A Novokomponovana pode ser vista como um resultado da urbanização da música folk. No início, tinha uma abordagem profissional quanto à performance, usava acordeão e clarinetas e tipicamente fazia canções de amor ou outras letras simples (apesar de ter havido tanto temas monarquistas, anticomunistas e democratas no underground). Vários dos melhores artistas do gênero também tocavam a sevdalinka da Bósnia ou outras formas importadas do exterior. Entre eles, estavam Šaban Šaulić, Toma Zdravković, Predrag Gojdković Cune, Miroslav Ilić e Lepa Lukić. Mais tarde, os artistas podpulares como Vesna Zmijanac, Lepa Brena e Dragana Mirković usavam mais influências da música pop, oriental e outros gêneros, que acabaram levando à explosão do turbofolk.

## Música pop

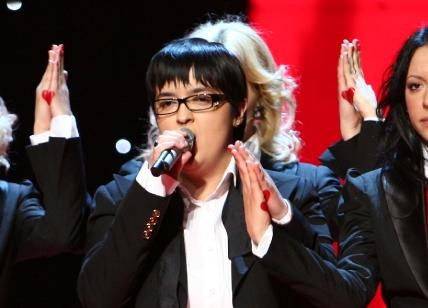
A cantora sérvia Marija Šerifović, ganhadora do festival Eurovisão 2007 com a balada Molitva (Oração).

A era do turbofolk aconteceu durante as guerras e as crises dos anos 1990. O turbofolk usava a música folclórica sérvia e a novokomponovana como base, e adicionava influências do rock, soul, house e UK garage.  O turbofolk é agressivo e swift, e inclui artistas extremamente populares, como Ceca, a própria Lepa Brena e Jelena Karleuša. Alguns deles usavam a música para protestar contra Milošević, como o grupo Rimtutituki, enquanto outros, pelo contrário, eram vistos usando a música e expressão cultural para incitar fervor nacionalista e extremista.
Há várias bandas de rock que existem desde os anos 1970 e 1980. As primeiras bandas iugoslavas formidáveis foram Smak, Time, YU-Grupa e Korni-Grupa. A "Era de Ouro" do rock iugoslavo ocorreu durante os anos 80, quando a New Wave Iugoslava floresceu em Belgrado, com grupos como Idoli, Šarlo Akrobata e Električni Orgazam, Disciplina Kičme, Ekatarina Velika e Partibrejkers, expandiu as fronteiras da expressão musical. Sua música é ouvida principalmente pela população urbana jovem. Houve ainda o superstar Darko Rundek. Hoje, entre os intérpretes mainstream mais famosos estão Riblja čorba, Bajaga i Instruktori e Van Gogh, enquanto Rambo Amadeus e o Darkwood Dub são os músicos mais proeminentes da cena "alternativa".
A música pop também tem concorrido com a popularidade do folk nos últmos anos. Entre os novos artistas que tocam esse tipo de música estão Vlado Georgiev, Negative, Nataša Bekvalac, Tanja Savic, Ana Stanić, Night Shift e Željko Joksimović que foi finalista do Eurovisão 2004, junto com os antigos astros Đorđe Balašević e Zdravko Čolić. Em 2007, a cantora Marija Šerifović ganhou o Festival Eurovisão da Canção; a Sérvia vai sediar a edição de 2008.
Há ainda diversos cantores e grupos de hip-hop, principalmente em Belgrado mas também em outras cidades: GRU, 187, C-Ya e o Beogradski Sindikat. Já o Kraljevski Apartman toca hard rock com letras em alemão.